# Ǔ
Das Ǔ ist ein lateinischer Buchstabe. Er besteht aus einem U und einem Hatschek. Er wird zur Übersetzung des Vokals »u« im dritten Ton (fallend-steigend) der Sprache Mandarin in die lateinische Schrift verwendet.

## Eingabe und Codierung auf dem Computer

### Unicode
Unicode enthält die Majuskel auf der Position U+01D3 und die Minuskel auf U+01D4. Die Codepunkte befinden sich im Unicodeblock Lateinisch erweitert-B.

### Eingabe auf der Tastatur
Auf der Tastaturbelegung E1 wird es durch Alt Gr + T für den Hatschek und danach U oder u eingegeben.